# Gare de Hamma Bouziane
Pour les articles homonymes, voir Bouziane.
La gare de Hamma Bouziane est une gare ferroviaire algérienne située sur le territoire de la commune de Hamma Bouziane, dans la wilaya de Constantine.

## Situation ferroviaire
La gare est située dans le centre de la commune de Hamma Bouziane, sur la ligne d'Alger à Skikda où elle est précédée de la gare de Bekira et suivie de celle de Kef Salah.

## Service des voyageurs

### Desserte
La gare de Hamma Bouziane est desservie par les trains régionaux des liaisons :
- Constantine - Skikda[1] ;
- Constantine - Zighoud Youcef[2].